# سیارک ۳۷۶۵
سیارک ۳۷۶۵ (به انگلیسی: 3765 Texereau، نامگذاری:1982SU1) سه هزار و هفتصد و شصت و پنجمین سیارک کشف شده‌است که در ۱۶ سپتامبر ۱۹۸۲ کشف شد.
قدر مطلق سیارک برابر ۱۲٫۷۰ است.